# Sérapéum d'Alexandrie
Pour les articles homonymes, voir Sérapéum.
Le Sérapéum d'Alexandrie (du grec : Σεραπεῖον, Serapeion) est dans l'Antiquité un sanctuaire dédié à Sarapis situé à Alexandrie, en Égypte.

## Description
Selon les sources antiques, le culte gréco-égyptien de Sarapis est établi par Ptolémée Ier, mais sans doute à Memphis. Les fouilles archéologiques indiquent que le temple d'Alexandrie est fondé sous Ptolémée III. Il se trouvait dans le quartier égyptien de Rakôtis, au sud-ouest de la ville, sur un terrain surélevé qui le faisait surnommer l'« Acropole d'Alexandrie ». Il contenait une célèbre statue de Bryaxis, à l'origine représentation de Pluton qui se trouvait à Sinope et que Ptolémée Ier fit venir en Égypte en la réinterprétant comme Sarapis.  
Les vestiges archéologiques indiquent que le culte y était très syncrétique : plaques de fondation bilingues où le nom de Sarapis apparaît aussi sous la forme égyptienne « Oser-Api » (Wsjr-Ḥp) ; statue du taureau Apis en granit noir, aujourd'hui au musée gréco-romain d'Alexandrie ; deux obélisques et deux sphinx en granit rouge.  
On y installa aussi ce qu'Épiphane de Salamine appelle une « bibliothèque-fille » annexe de la célèbre bibliothèque d'Alexandrie (qui, à l'époque romaine, était un centre d'études actif). Conçue pour les savants externes au Musée d'Alexandrie, elle abritait les copies en double de ses ouvrages, souvent les « éditions » qui y étaient réalisées. À l'époque de Callimaque, elle contenait 42 800 volumes. 
Ammien Marcellin, historien romain, décrit le site dans Res gestae :

« Alexandrie est ornée de temples magnifiques, au milieu desquels se distingue celui de Sérapis. Aucune description n'en pourrait donner une idée. Les portiques, les colonnades, les chefs d’œuvre de l'art qui respirent dans ce monument, composent un ensemble qui ne le cède qu'à ce Capitole, orgueil éternel de la métropole de l'univers. Là se trouvait jadis deux bibliothèques inestimables. D'anciens documents constatent la présence de sept cent mille volumes réunis par la sollicitude libérale des Ptolémées. Mais le tout devint la proie des flammes dans la guerre d'Alexandrie, au moment du sac de la ville par le dictateur César. »

Cependant, l'incendie provoqué par Jules César et les différents affrontements (antérieurs ou postérieurs) auraient mené à la perte d'environ 40 000 à 70 000 rouleaux dans un entrepôt à côté du port (et non pas dans la bibliothèque elle-même).  
Rufin d'Aquilée, historien chrétien, décrit le lieux dans son Histoire ecclésiastique :  

« Tout le monde à entendu parler du temple de Sérapis à Alexandrie, je crois, et beaucoup le connaissent même. Le sanctuaire est élevé de cent pieds ou même plus, non par la nature mais par une construction humaine, et s'étend de tous côtés sur un immense espace rectangulaire. L'ensemble de l'édifice est construit d'arcs avec d'énormes fenêtres au-dessus de chaque arc. Les chambres intérieures cachées sont séparées les unes des autres et permettent la réalisation de divers actes rituels et d'observances secrètes. Des cours de séance et de petites chapelles avec des images des dieux occupent le bord du niveau le plus élevé. De hautes maisons s'élèvent là où les prêtres, ou ceux qu'ils appellent agneuontas, c'est-à-dire ceux qui se purifient, ont l'habitude de vivre. Derrière ces bâtiments se trouve un portique indépendant élevé sur des colonnes et tourné vers l'intérieur qui court sur le pourtour. Au milieu se trouve le temple, construit sur une échelle grande et magnifique avec un extérieur de marbre et de colonnes précieuses. Il y avait à l'intérieur une statue de Sérapis si énorme que la main droite touchait un mur et la gauche l'autre. On dit que cette monstruosité était construite de toute espèce de métaux et de bois. Les murs intérieurs des chapelles sont recouverts de laminés d'or au niveau inférieur, d'argent au-dessus du premier, et enfin de bronze, qui devait servir de protection aux métaux les plus précieux. Certaines parties du temple étaient même conçues par art et tromperie pour évoquer l'étonnement et l'admiration des visiteurs. Une fenêtre très étroite avait été aménagée du côté du soleil levant de telle manière qu'à l'aube le Soleil était amené à venir saluer Sérapis - car le moment avait été rigoureusement calculé - un rayon de soleil captif éclaire par cette ouverture, comme s'il s'approchait de la statue, la bouche et les lèvres de Sérapis, de sorte qu'aux yeux de la foule, Sérapis semble être salué par un baiser du Soleil. Il y avait encore une autre illusion du même genre. Comme on le sait, il est de la nature d'une pierre magnétique d'avoir la propriété d'attirer et de repousser le fer. Un artisan avait façonné une image du Soleil en fer très pur, dans le but suivant : une pierre qui avait, comme nous l’avons déjà dit, la propriété d’attirer le fer, avait été fixée au-dessus dans le plâtre du plafond ; et lorsque la statue fut placée à sa place au-dessous, la pierre attira le fer vers elle par une force naturelle. L’adorateur crut que la statue s’était élevée et reposait suspendue dans l’air. Mais après que cette fausseté eut été dévoilée par une chute inattendue, les ministres du mensonge dirent : « Le Soleil a fait ses adieux à Sérapis et est monté pour être avec lui. » Bien d’autres tromperies de ce genre ont été construites autrefois dans ce lieu, mais il n’est pas nécessaire de continuer à les énumérer chacune. »

Dion Cassius, historien romain d'expression grecque, raconte dans son Histoire romaine qu'Antonin (Caracalla) « en personne, présidait et surveillait la plupart de ces exécutions ; il y en eut d'autres qu'il ordonna du temple de Sérapis ». Il dit aussi que, peu avant la mort de l'empereur (qui eut lieu en 217), « à Alexandrie, comme je l'ai entendu raconter, le feu, ayant subitement envahi avec violence tout l'intérieur du temple de Sérapis, n'endommagea absolument aucun autre objet que l'épée dont l'empereur avait tué son frère ; [ensuite, le feu s'étant arrêté, des étoiles se montrèrent en grand nombre] ».

## Destruction
Après la destruction du Musée, la « bibliothèque-fille » résista jusqu'en 391, où elle fut détruite, sous l'impulsion de Théophile, évêque d'Alexandrie, mettant en application l'édit de Théodose contre les lieux de culte païens,. Il n'en reste que la colonne dédicatoire de Dioclétien, plus connue sous l'appellation de colonne de Pompée. 

### Récit d'Eunape
Eunape, rhéteur grec raconte la destruction du temple, alors qu'il parle du philosophe Antonin (en), fils de Sosipatra :
« Mais Antonin, lui, se montra digne de ses parents.
Il fixa sa résidence à l'embouchure de la branche Canopique du Nil, se livra tout entier aux pratiques qui s'accomplissaient dans ces parages et força la Renommée à justifier la prédiction de sa mère. La jeunesse, soucieuse de la santé de son âme et réellement curieuse de philosophie, se pressait autour de lui ; aussi, le temple était-il plein d'adolescents, occupés aux choses sacrées. Il ne se donnait pas comme un être au-dessus de l'humanité, il passait volontiers sa vie au milieu des hommes ; et il disait souvent à ses disciples qu'après lui il n'y aurait plus de temple, et que le grand, le vénérable sanctuaire de Sarapis serait changé en un hideux amas de ruines que rongerait le ténébreux oubli, tyran fantastique et odieux, auquel sont soumises les plus belles choses de la terre.
[...]
Cette ville [Alexandrie], à cause du temple de Sarapis, était devenue comme un monde sacré vers lequel, de toutes parts, se précipitait une multitude semblable à un peuple. Après avoir rendu hommage à la Divinité, on courait chez Antonin, les uns par terre et à pied, les autres en bateau sur les eaux du fleuve, se laissant ainsi conduire avec une sorte de volupté vers une occupation sérieuse.
Admis à l'honneur de son audience, ceux-ci, lui proposant un problème de logique, remportaient sur l'heure une abondante moisson de sagesse platonicienne ; ceux-là, abordant des questions d'un ordre plus divin, ne trouvaient en lui qu'une statue. En effet, il ne leur répondait rien, mais les yeux fixes et levés vers le ciel, il demeurait muet et inexorable ; et personne ne le vit, sur de pareils sujets, entrer facilement en conversation avec les hommes.
Cependant, ce qu'il y avait de divin en lui ne tarda pas à se manifester. Car, à peine eût-il quitté ce monde, que le culte des divinités alexandrines et du Sarapéum cessa ; non seulement le culte, mais les édifices où il se pratiquait, et tout ce qui s'y rattachait, eurent le sort que les fables poétiques attribuent à la victoire des Géants. Il en fut ainsi des temples de Canope, grâce à Théodose alors empereur, à Théophile patriarche des maudits, et à un certain Eurymédon qui, en ce temps-là,
Régnait sur les Géants, orgueilleux éternels ;
grâce aussi à Evétius, préfet de la ville, et à Romanus, commandant les légions d'Égypte.
Les soldats, rassemblant toutes leurs colères contre des pierres et contre l’œuvre de ceux qui les avaient taillées, se ruèrent bravement sur ces objets inertes ; eux, qui eussent été incapables de soutenir le fracas d'une bataille, dévastèrent le Sarapéum, firent la guerre aux offrandes, et remportèrent une victoire sans combat, sur des ennemis absents. Dans leur lutte contre les statues et les sanctuaires, ils poussèrent l'héroïsme jusqu'à ne point se contenter de les vaincre, ils les volèrent ; et, pour cela, ils firent une convention militaire, afin de mettre à l'abri celui qui aurait dérobé quelque chose. Il n'y eut que les fondements du Sarapéum qu'ils n'emportèrent point, à cause de la masse énorme des pierres, qu'il n'était pas facile de remuer. Mais, après avoir tout bouleversé et tout saccagé, ces foudres de guerre, montrant leurs mains, pures il est vrai de sang, mais souillées de rapines, se proclamèrent les vainqueurs des Dieux, et se firent gloire de leurs sacrilèges et de leur impiété. »

### Récit de Rufin d'Aquilée
Rufin d'Aquilée, historien chrétien, en parle également de manière détaillée dans son Histoire ecclésiastique, juste après avoir décrit le temple et raconté les « tromperies » de ses prêtres : 
Mais tandis que ces choses eurent soin de quelques Chaldéens, de nos jours, lorsque Théophile, l'évêque de Dieu, vint, aucune sueur ne put venir au secours du tout, ni aucune ruse trompeuse avec de la cire ne put venir au secours (des divinités canopes).
Tout fut détruit et rasé jusqu'au sol. Mais ce n'était rien en comparaison de la façon dont il transforma le lieu de misère. Les caveaux des vices et les tombeaux de la débauche furent démolis et de hautes églises du vrai Dieu furent construites. Et en effet, dans le sépulcre de Sérapis, les édifices profanes ayant été rasés, on éleva d'un côté un martyrium et de l'autre une église. Il me paraît intéressant de rappeler comment se présenta l'occasion de la construction de ce martyrium.
[...]
Mais après la chute de Sérapis, qui n'avait jamais existé, les sanctuaires d'un autre démon pouvaient-ils rester debout ? C'est trop peu de dire que tous les sanctuaires dédiés à un démon quelconque à Alexandrie furent détruits presque colonne par colonne. Dans chaque ville égyptienne, poste fortifié, village et toute la campagne, le long des bords du fleuve et même dans le désert, tous les sanctuaires, ou plutôt tous les tombeaux, qu'on put trouver, furent renversés et rasés, grâce au zèle de chaque évêque, de sorte que les terres qui avaient été injustement attribuées aux démons furent de nouveau rendues à la culture.
De plus, il arriva à Alexandrie que les bustes de Sérapis qui étaient sur les murs, dans les entrées, sur les montants des portes et même dans les fenêtres de chaque maison, furent complètement arrachés et défigurés de telle manière qu'il ne resta plus aucune trace possible d'un nom divin, d'un dieu lui-même ou de quelque autre démon. À chacune de leurs places, le signe de la Croix du Seigneur fut peint sur les montants des portes, les entrées, les fenêtres, les murs et les colonnes. Alors ces païens restés virent ce qui avait été fait, et ils se souvinrent, disait-on, d'une tradition très importante qui leur avait été confiée autrefois. Ce signe - le nôtre - de la Croix du Seigneur, les Égyptiens le possédaient parmi ces lettres qu'on appelle hiératiques - c'est-à-dire sacrées - le possédant parmi les autres lettres qui composent leur alphabet. Ils étaient certains que la signification de cette lettre ou de ce terme était : « La Vie à venir ». Ceux qui se convertirent alors à la foi, remplis d'étonnement devant ces événements, dirent que cela leur avait été transmis par les anciens, et que ceux qui restèrent jusqu'à l'avènement du signe représentant la vie furent grandement honorés. C'est pourquoi il arriva que des prêtres et des ministres du temple se convertirent à la foi, en plus grand nombre que ceux qui étaient encore adonnés aux impostures de l'erreur et aux artifices de la tromperie.
Il était d'usage en Égypte que la verge mesurant la crue des eaux du Nil soit une attribution du temple de Sérapis, considéré comme l'auteur de la croissance et de l'inondation. Lorsque sa statue eut été démolie et consumée par le feu, tous dirent que Sérapis, irrité de l'offense faite contre lui, ne prodiguait plus les eaux hautes et la croissance habituelle.
Mais afin que Dieu démontre que ce n'était pas Sérapis qui se tenait derrière le Nil, mais que c'était Lui qui avait ordonné que les eaux du fleuve augmentent en leur temps, la saison suivante, personne ne se rappela de mémoire d'homme qu'il y eût jamais eu une inondation pareille à celle-là. Dans les théâtres de la ville, les païens d'Alexandrie, irrités par cet événement inattendu, s'écrièrent par dérision que le fleuve, comme un vieillard ou un fou, ne pouvait maîtriser ses eaux. C'est pourquoi il fut décidé que la coudée, c'est-à-dire l'instrument qui mesurait le niveau de l'eau (et qu'ils appelaient pechus), serait désormais déposée dans l'église du Seigneur des eaux. Or, lorsque ces événements furent annoncés au pieux empereur, levant les mains vers le ciel, il dit en réponse à ce rapport : « Je te rends grâces, ô Christ, de ce que sans ruiner cette grande ville, une erreur aussi ancienne a été anéantie. » »

### Récit de Socrate le Scolastique
Voici ce qu'en dit l'historiographe chrétien Socrate le Scolastique : 
« Théophile Evêque d'Alexandrie obtint en ce temps la permission de l'Empereur de faire démolir les Temples des Païens, et fit à l'heure même tout ce qu'il pût pour décrier et pour déshonorer leurs mystères. Il fit souiller l'antre de Mitras. Il fit abattre le Temple de Sérapis. Il découvrit l'extravagance des sacrifices de Sérapis et des autres Dieux, en faisant porter des Priapes au milieu de la Ville. Les Païens, et principalement les Philosophes, ne pouvant modérer la douleur qu'ils sentaient de ce que leur Religion était si outrageusement déshonorée en présence de tout le monde, se portèrent à des excès plus étranges que ceux qu'ils avaient commis par le passé. Car s'étant jetés sur les Chrétiens, ils en tuèrent un grand nombre. Ceux-ci augmentèrent le mal. Car s'étant opiniâtrement défendu, le combat dura jusques à ce que les deux partis fussent las de répandre le sang. Les Païens ne perdirent pas beaucoup de monde ; mais les Chrétiens en perdirent beaucoup. Il y eut une quantité incroyable de personnes blessées de côté et d'autre. Les Païens ayant ainsi satisfait leur rage, appréhendèrent les effets de la colère de l'Empereur, se cachèrent les uns dans la Ville, et les autres s'enfuirent. Deux Grammairiens, dont j'ai été écolier dans ma jeunesse à Constantinople, savoir Helladius Prêtre de Jupiter (Amon), et Ammonius Prêtre d'un Singe (Thot), à ce que l'on disait, furent de ce nombre. Le désordre ayant été apaisé de la sorte, le Gouverneur d'Alexandrie et le Commandant des troupes d’Égypte prêtèrent main-forte à Théophile pour la démolition des Temples des Idoles. Ils furent abattus, les statues furent fondues, et changées en marmites, et en autres vases propres à l'usage de l’Église d'Alexandrie. Car l'Empereur les avait donnés à Théophile pour le soulagement des pauvres. Au reste Théophile fit fondre toutes ces statues, à la réserve de celle du Dieu que je viens de nommer, qu'il garda pour être exposée en public, de peur que les Païens ne niassent à l'avenir qu'ils l'eussent jamais adoré, Je suis assuré qu'Ammonius en eut un sensible déplaisir. Car il avait accoutumé de dire, qu'on avait fait grande injure à la Religion en réservant cette Statue, pour servir comme d'un monument éternel de son infamie. Quant à Helladius, il se vanta en présence de quelques personnes, d'avoir tué neuf hommes dans le combat.
En démolissant le Temple de Sérapis, on trouva des Hiéroglyphes en forme de Croix, gravés sur les pierres, que les Chrétiens et les Païens attribuaient également à leur Religion. Les uns soutirent que c'était le signe de la Passion salutaire du Sauveur, et les autres assurèrent que c'était un signe commun à Jésus Christ et à Sérapis, et qu'il représentait une chose aux Païens, et une autre aux Chrétiens. Quelques Païens qui savaient ces lettres mystérieuses s'étant convertis à la Religion Chrétienne durant cette contestation, découvrirent qu'elles signifiaient la vie à venir. Alors les Chrétiens tirant avantage de cette explication, qui paraissait sans doute plus favorable à leur Religion qu'à la Païenne, commencèrent à s'élever au dessus des Idolâtres. Mais lorsqu'on eut trouvé d'autres Hiéroglyphes, par lesquels il était prédit que quand le signe de la Croix qui signifie la vie à venir paraîtrait, le Temple de Sérapis serait détruit, il vint encore un plus grand nombre de Païens qui confessèrent leurs péchés, et reçurent le baptême. Voila ce que j'ai ouï dire de ces Hiéroglyphes faits en forme de Croix. Je ne saurais me persuader, que quand les Prêtres des Égyptiens ont gravé cette figure sur une pierre, ils aient eu connaissance de nos mystères. Comment l'avènement de Jésus Christ qui, comme dit l'Apôtre, a été caché aux générations et aux siècles, et inconnu au Prince de la malice, aurait-il été découvert à ces Prêtres d’Égypte qui n'étaient que les ministres de ce Prince ? La Providence Divine n'a permis que dans la découverte de cette figure, il arrivât quelque chose de semblable à ce qui était auparavant arrivé à Paul, lorsque parlant devant l'Aréopage, il se servit d'une inscription qu'il avait remarquée sur un Autel. Si ce n'est que quoiqu'un veuille dire, que Dieu prédisait l'avenir par ces et Prêtres Égyptiens, comme il avait autrefois parlé  par Balaam et par Caïphe, qui prédirent la vérité malgré eux. »

### Récit de Sozomène
Sozomène, historien chrétien de langue grecque, en dit :
« À cette époque, l'évêque d'Alexandrie, à qui le temple de Dionysos avait, à sa demande, été accordé par l'empereur, transforma l'édifice en église. Les statues ont été enlevées, l'adyta fut exposé, et, pour jeter avec mépris les mystères païens, il a fait une procession pour l'exposition de ces objets ; les phalli, et n'importe quel autre objet avait été caché dans l'adyta qui était vraiment, ou semblait être, ridicule, il fit une exposition publique. Les païens, stupéfaits d'une exposition si inattendue, ne pouvaient pas la souffrir en silence, mais conspiraient ensemble pour attaquer les chrétiens. Ils ont tué beaucoup de chrétiens, en ont blessé d'autres, et ont saisi le Sérapéum, un temple qui était ostensible pour la beauté et l'immensité et qui était assis sur une éminence. Ils l'ont transformé en une citadelle temporaire, et ils y ont acheminé beaucoup de chrétiens, les ont soumis à la torture, et les ont forcés à offrir des sacrifices. Ceux qui refusèrent de se conformer furent crucifiés, leurs deux jambes furent brisées ou ils moururent de manière cruelle. Lorsque la sédition a prévalu pendant un certain temps, les dirigeants sont venus et ont exhorté les gens à se souvenir des lois, à déposer les armes, à abandonner le Sérapéum. Il y eut alors Romanus, le général des légions militaires en Égypte ; et Evagrius était le préfet d'Alexandrie. Alors que leurs efforts, cependant, pour réduire la soumission du peuple étaient totalement vains, ils ont fait savoir ce qui s'était passé à l'empereur. Ceux qui se sont enfermés dans la Sérapéum ont préparé une résistance plus vive, par crainte de la punition qu'ils savaient suivre leur action audacieuse, et ils ont été davantage incités à se révolter par les discours incendiaires d'un homme nommé Olympius, vêtu des vêtements d'un philosophe, qui leur a dit qu'ils devaient mourir plutôt que de négliger les dieux de leurs pères. Se rendant compte qu’ils étaient grandement découragés par la destruction des statues idolâtres, il leur assurait qu'une telle circonstance ne justifiait pas leur renonçant à leur religion, car les statues étaient composées de matériaux corruptibles, et n'étaient que des images, et disparaissaient donc ; tandis que les pouvoirs qui avaient habité en eux, avaient volé au ciel. Par de telles représentations, il a conservé la multitude avec lui dans le Sérapéum.
Lorsque l'empereur a été informé de ces évènements, il a déclaré que les chrétiens qui avaient été tués étaient bénis, dans la mesure où ils avaient été admis à l'honneur du martyr, et avaient souffert pour la défense de la foi. Il offrit gratuitement pardon à ceux qui les avaient tués, en espérant que par cet acte de clémence ils seraient les plus facilement incités à embrasser le christianisme, et il ordonne la démolition des temples d'Alexandrie qui avaient été la cause de la sédition populaire. On dit que, lorsque cet édit impérial a été lu en public, les chrétiens ont crié de joie, parce que l'empereur a fait porter l'aversion de ce qui s'était passé sur les païens. Les gens qui gardaient le Sérapéum étaient tellement terrifiés d'entendre ces cris, qu'ils ont pris la fuite, et les chrétiens ont immédiatement obtenu la possession de l'endroit, qu'ils ont conservé depuis. J'ai été informé que, la nuit précédant cet événement, Olympius entendait la voix d'un Alléluia chanté dans la Sérapéum. Les portes étaient fermées et tout était immobile, et comme il ne voyait personne, mais ne pouvait entendre que la voix du chanteur, il comprit aussitôt ce que signifiait le signe, et, sans que les autres ne le sachent, il quitta le Sérapéum et embarqua pour l'Italie. On dit que lorsque le temple fut démoli, on a trouvé des pierres, sur lesquelles étaient des caractères hiéroglyphiques sous la forme d'une croix, qui, lorsqu'elle était soumise à l'inspection des savants, ont été interprétées comme signifiant la vie à venir. Ces caractères ont conduit à la conversion de plusieurs des païens, de même que d'autres inscriptions trouvées au même endroit, et qui contenaient des prédictions de la destruction du temple. C'est ainsi que le Sérapéum a été pris, et, peu de temps après, fut convertie en église ; elle reçut le nom de l'empereur Arcadius. »

## Galerie

Vestiges et souterrains
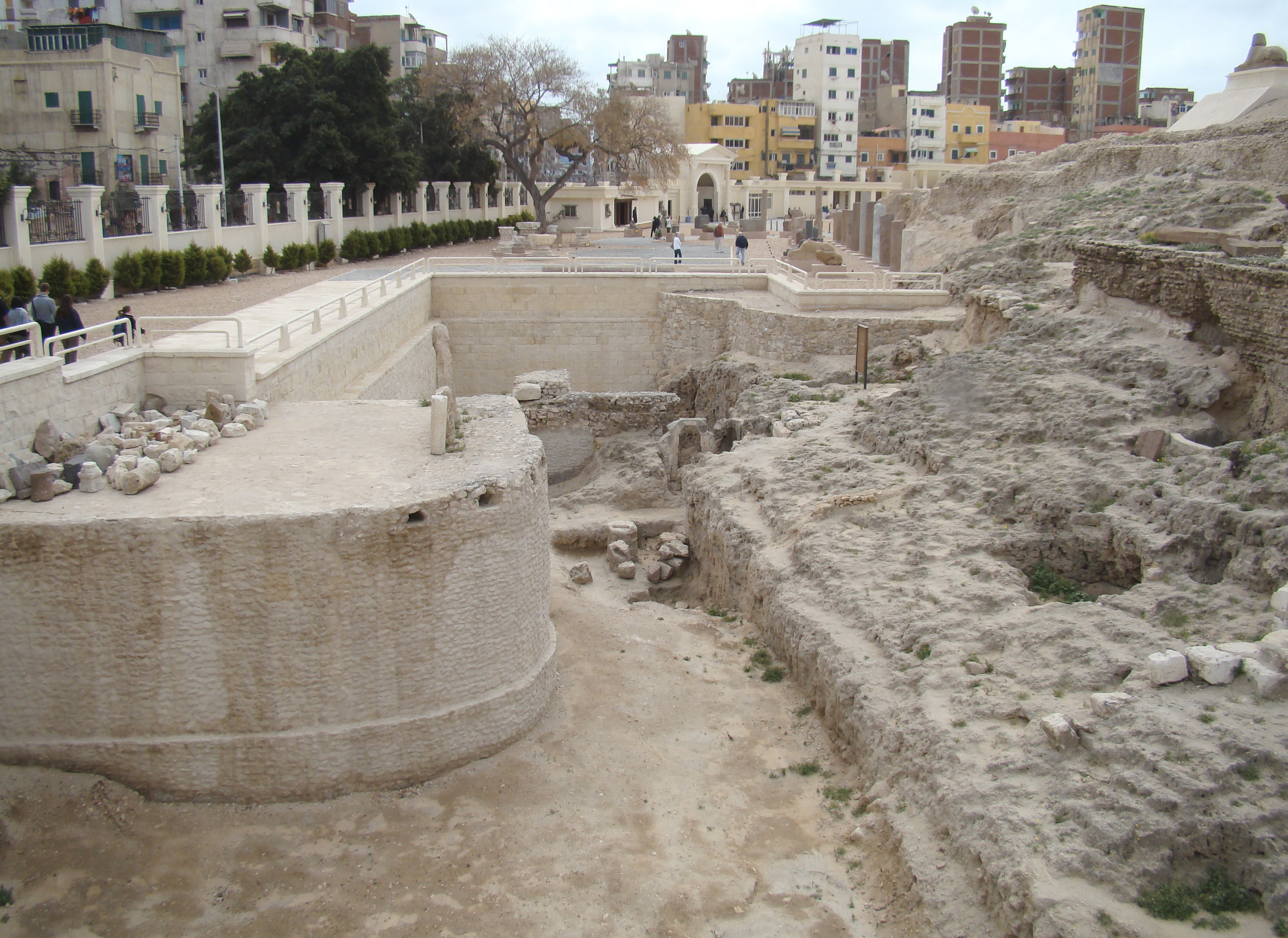
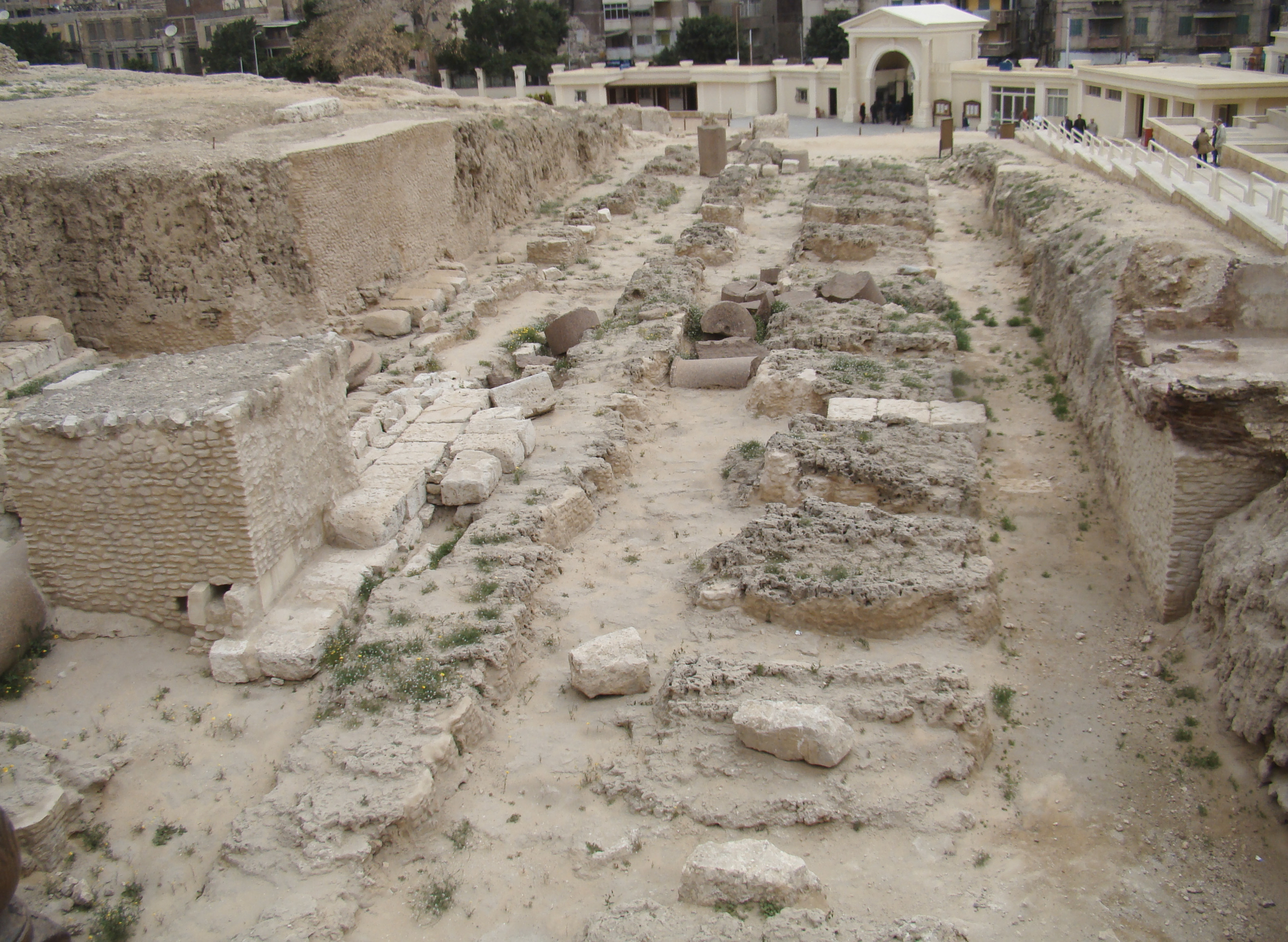
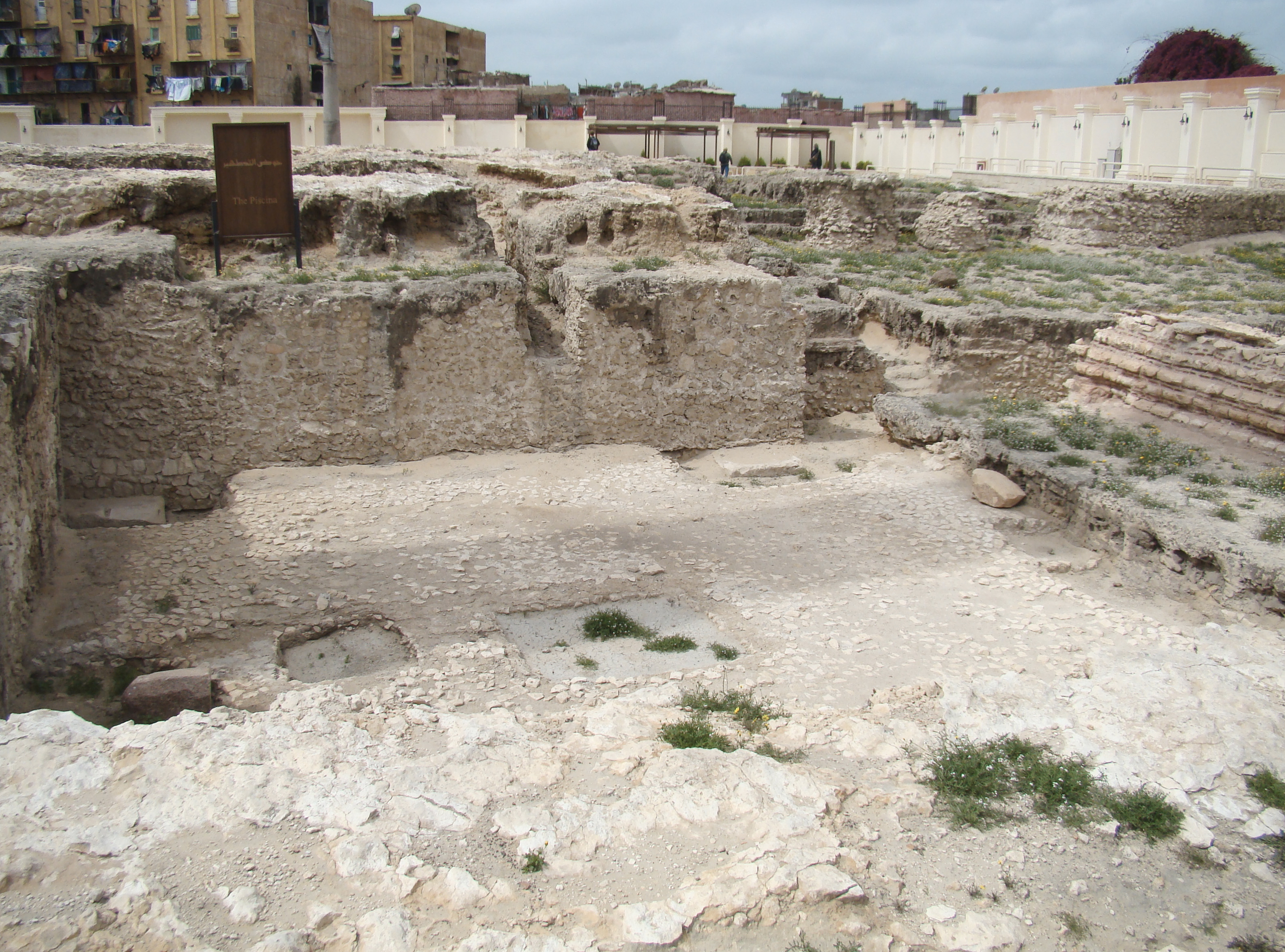
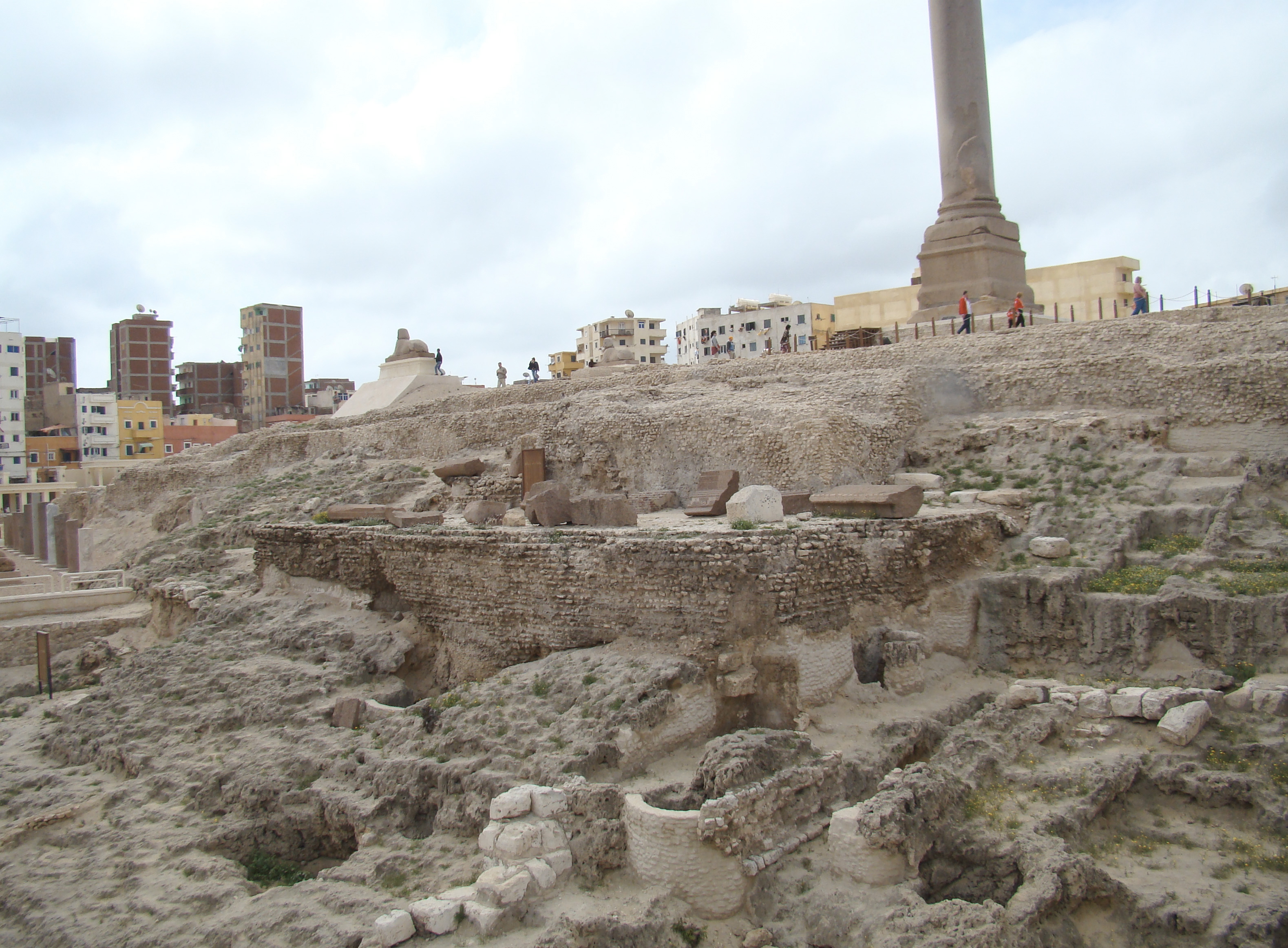
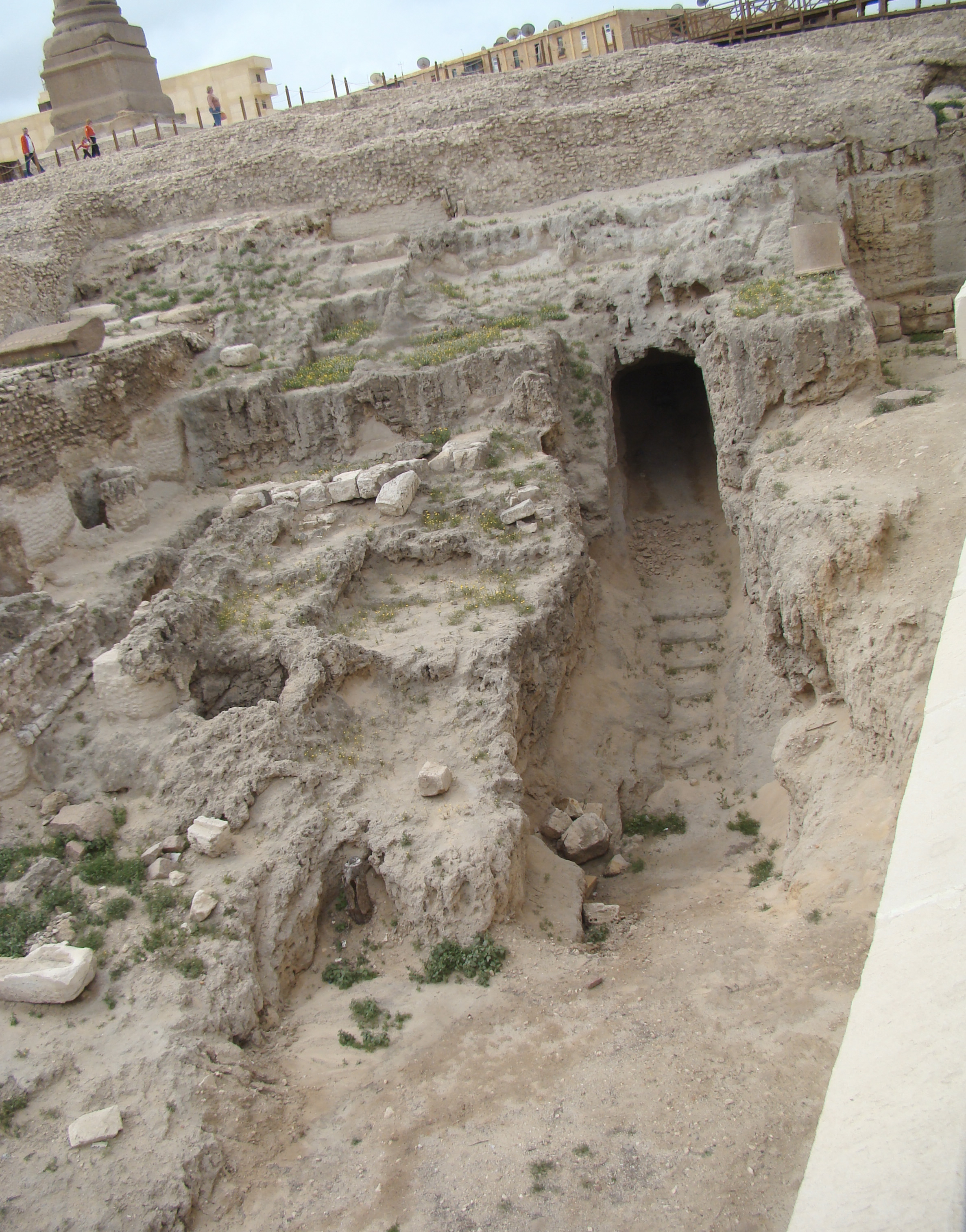
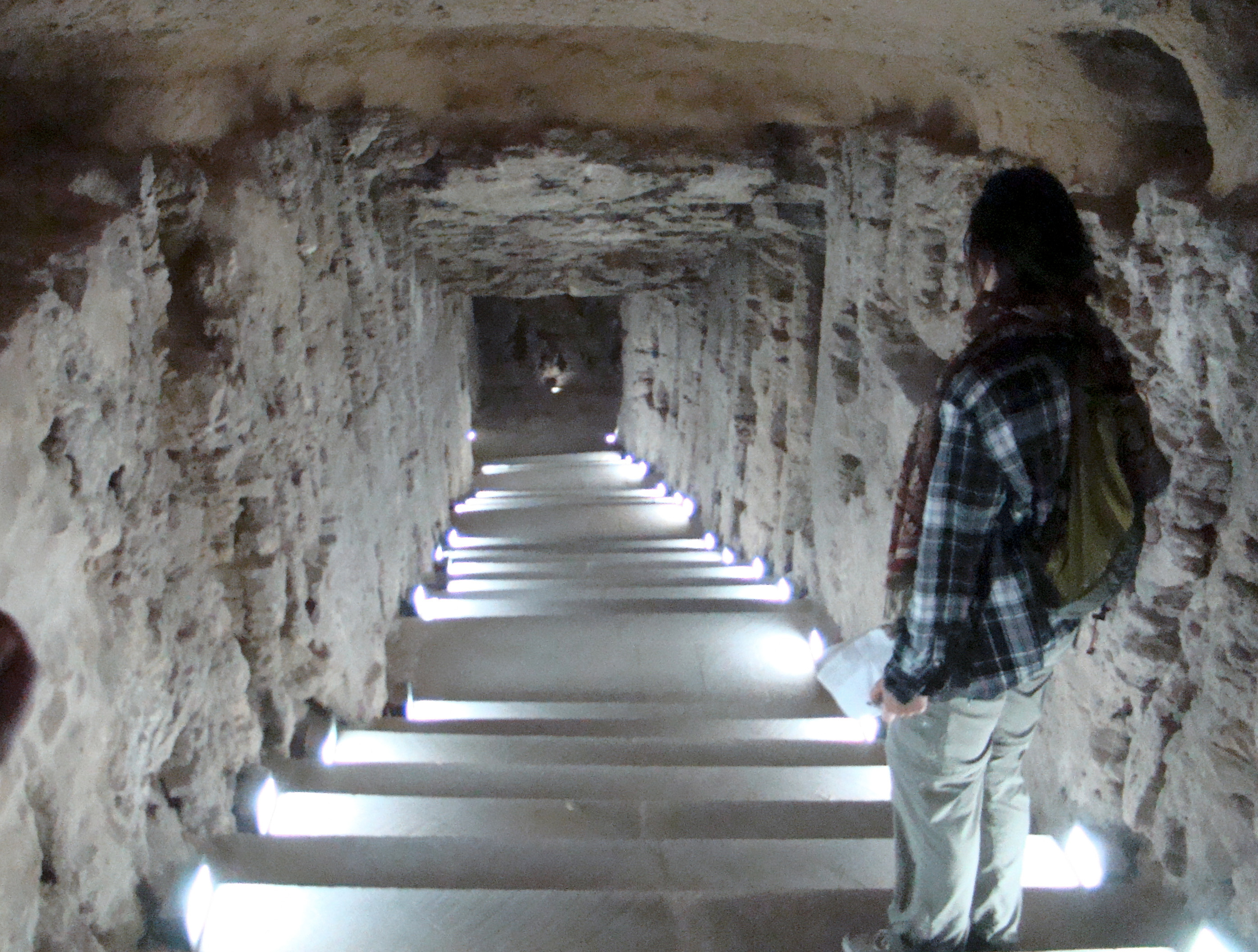
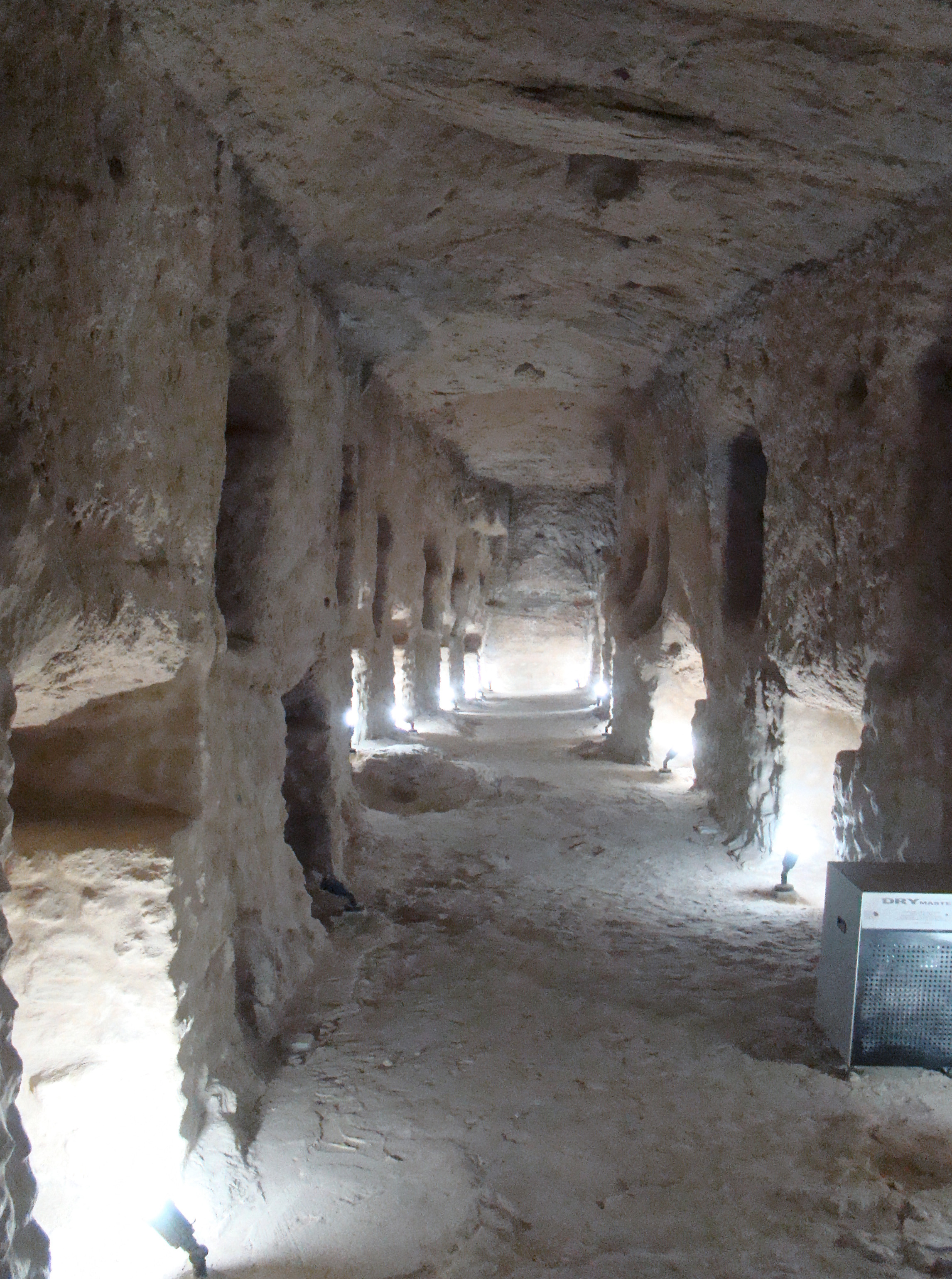